# Cattedrale di San Giovanni Battista (Maribor)
La cattedrale di San Giovanni Battista (in sloveno Stolnica svetega Janeza Krstnika) è la cattedrale dell'arcidiocesi di Maribor.

## Storia

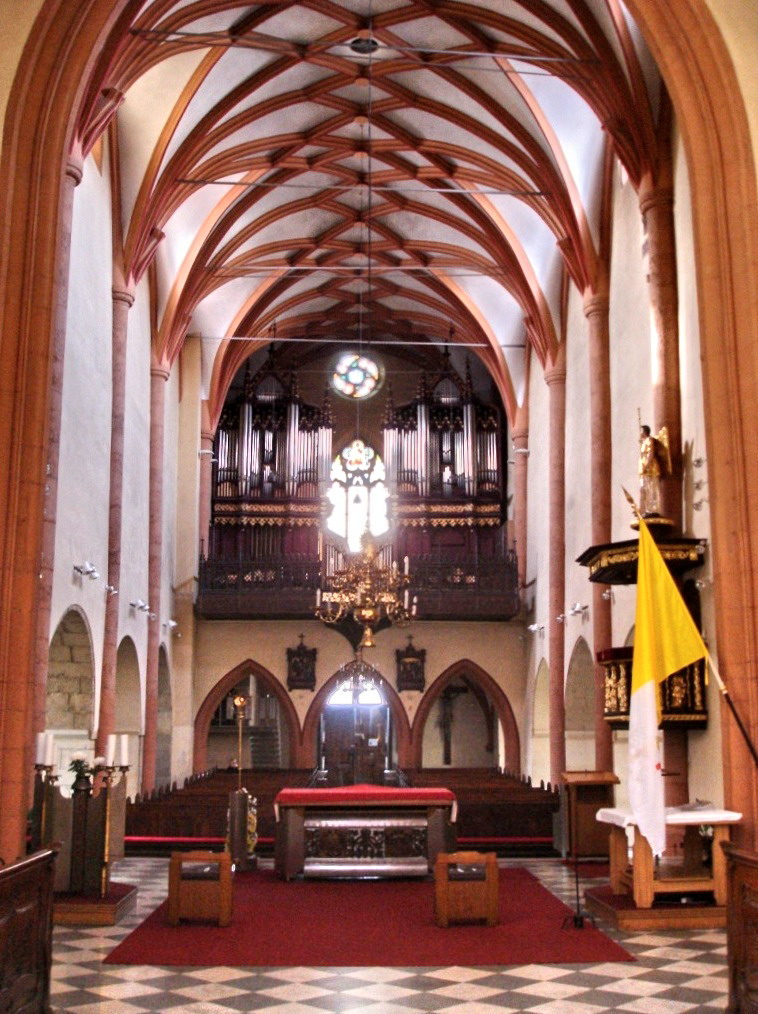
Interno della cattedrale

La cattedrale risale alla seconda metà del XII secolo. In origine si trattava di un edificio romanico a navata unica con tetto in legno ed abside semicircolare. Nel 1254 la chiesa è stata dedicata al santo e patrono san Giovanni Battista.
Durante il periodo barocco è stato realizzato l'altare e sono state aggiunte due cappelle: nel 1716 la cappella di San Francesco Saverio con ricchi stucchi e nel 1775-1776 la cappella della Santa Croce.